# Тунаберг
Тунаберг — район, який є колишньою парафією та муніципалітетом у південній частині муніципалітету Нічепінг, округ Седерманланд, Швеція. Тут розташована найпівденніша материкова точка Свеаланд, середня з трьох земель Швеції.
Його найбільшим поселенням є приморське селище Невекварн, історичне промислове поселення, яке також містить природну гавань, приблизно за 23 кілометри (14 миль) від центру міста Нючепінг. Тут же розташований єдиний продуктовий магазин району. В районі є лісова географія зі скелястим узбережжям. Його найбільше озеро — Невсьон прямо на кордоні з Естергьотландом. Поруч з ним, за кілька кілометрів на схід, є кілька водосховищ навколо Гелхіттана, поблизу кордону з районом Туна на півночі.
На сході району є затока, де Тунаберг знаходиться біля Окселезунда через воду. Ця частина більш аграрна з сільськогосподарськими угіддями, що оточують друге за величиною поселення Бускхиттан. Церква, яка носить назву району, церква Тунаберг розташована в невеликому поселенні Коппарторп на старій і меншій дорозі між двома головними поселеннями. Натомість сучасна дорога йде прямо через сільську місцевість між Нючепінгом і Невекварном.
Тунаберг — район, який є колишньою парафією та муніципалітетом у південній частині муніципалітету Нічепінг, округ Седерманланд, Швеція. Тут розташована найпівденніша материкова точка Свеаланд, середня з трьох земель Швеції.
Його найбільшим поселенням є приморське селище Невекварн, історичне промислове поселення, яке також містить природну гавань, приблизно за 23 кілометри (14 миль) від центру міста Нючепінг. Тут же розташований єдиний продуктовий магазин району. В районі є лісова географія зі скелястим узбережжям. Його найбільше озеро — Невсьон прямо на кордоні з Естергьотландом. Поруч з ним, за кілька кілометрів на схід, є кілька водосховищ навколо Гелхіттана, поблизу кордону з районом Туна на півночі.
На сході району є протока, де Тунаберг знаходиться біля Окселёсунда через протоку. Ця частина більш аграрна з сільськогосподарськими угіддями, що оточують друге за величиною поселення Бускхиттан. Церква, яка носить назву району, церква Тунаберг розташована в невеликому поселенні Коппарторп на старій і меншій дорозі між двома головними поселеннями. Натомість сучасна дорога йде прямо через сільську місцевість між Нючепінгом і Невекварном.
Навколо Тунаберга є кілька шахт і рудних полів. У центрі, лише на Пн, Захід і Пд., знаходиться знамените рудне поле Тунаберг Cu-Co: http://www.mindat.org/loc-5796.html.
Далі на захід і південь і південь є кілька залізних копалень:
Рудне поле Керргруван http://www.mindat.org/loc-220851.html розташоване приблизно в 2,5 км на захід від церкви.
Рудне поле Даммгруван http://www.mindat.org/loc-14389.html розташоване приблизно в 3 км на південь від церкви.
Скеппсвіксгруворна та Нігрансгруван далі на захід, поблизу Невекварна.
Більший інтерес становлять так звані «евлізитові» залізні руди в Stora Utterviks- і Strömhultsgruvorna: http://www.mindat.org/loc-21857.html.